# Marc Duran i Giralt
Marc Duran i Giralt (Vilanova i la Geltrú, 1986) és un jugador de tennis de taula català. La temporada 2021-2022, amb 35 anys, va fer un triplet històric al campionat d'Espanya per equips, individual i dobles (amb el sitgetà Oriol Monzó), a més de guanyar la Superdivisió i arribar a les semifinals de l'Europe Cup, la segona màxima competició europea, amb el Club Tennis Taula Borges Blanques.

## Trajectòria
Duran es va iniciar al tennis de taula als Dansaires Vilanovins, ara Club Tennis Taula Vilanova, club que va fundar i presideix la seva mare, Josefina Giralt. Va començar a jugar als quatre anys gràcies al seu germà Enric, deu anys major, que li va fer d'entrenador els primers anys, abans que als onze anys el Centre d'Alt Rendiment de Sant Cugat es convertís en la seva segona casa. En el seu procés de formació, dels 17 als 21 anys, Duran va viure a Alemanya per a provar a la millor lliga del món: la Tischtennis-Bundesliga, primer a Frickenhausen per a jugar a la segona divisió, i després es va instal·lar a Ochsenhausen per jugar a la Bundesliga. També ha jugat al Club Tennis Taula Olesa i al Club Tennis Taula Bagà, a més de competir en altres països i jugar simultàniament les lligues francesa, sèrbia i la sueca.
Va incorporar-se al Club Tennis Taula Borges Blanques amb 22 anys, i ha portat la mateixa samarreta des de la temporada 2009/10. Des de llavors, Duran ha aconseguit dos títols de lliga (2011 i 2022) i tres títols de la Copa del Rei (2013, 2017 i 2022) amb el club, a més del campionat d'Espanya individual (2015 i 2022).